# Kuroneko (película de 1968)
Kuroneko (藪の中の黒猫 Yabu no Naka no Kuroneko?, literalmente "Un gato negro en un bosque de bambú"; en inglés titulada The Black Cat) es una película de terror japonesa de 1968 del director Kaneto Shindō, que adapta un cuento popular sobrenatural o kaidan. Ambientada en el Japón feudal, la trama se centra en dos espíritus vengativos u onryō, de una mujer y su nuera, asesinadas por una banda de samuráis errantes. La protagonizan Kichiemon Nakamura, Nobuko Otowa y Kiwako Taichi. 
Kuroneko fue rodada en blanco y negro y en formato TohoScope y distribuida por Toho. No fue doblada al inglés, pero fue estrenada con subtítulos en los Estados Unidos en 1968.

## Argumento
Durante un tiempo de constantes guerras civiles, Yone y su nuera Shige, que viven en una casita en un bosque de bambúes, son asaltadas, violadas y asesinadas por una banda de samuráis sin ley y luego su casa quemada. Un gato negro aparece, camina entre los escombros humeantes y comienza a lamer los cuerpos.
Las mujeres regresan como fantasmas vengativos con el aspecto de elegantes damas, que esperan en la puerta Rashōmon, donde convencen a samuráis que las acompañen a su ilusoria mansión en el bosque de bambú. Allí los seducen y luego los matan como gatos, desgarrando sus gargantas con los dientes.
Algunos cuerpos aparecen desangrados y el gobernador Raiko envía al valiente samurái Gintoki a investigar los extraños sucesos y desapariciones. Después de ir a su casa en el bosque de bambú y hallar sus restos quemados y ni rastro de las mujeres, acabará encontrando a las misteriosas asesinas, llevándose una amarga sorpresa: son los fantasmas de su madre y su esposa.

## Reparto
- Kichiemon Nakamura como Gintoki
- Nobuko Otowa como la madre
- Kiwako Taichi como Shige
- Kei Satō como Raiko
- Hideo Kanze como el Mikado
- Taiji Tonoyama como el labrador
- Yoshinobu Ogawa como seguidor de Raiko
- Rokko Toura como un señor de la guerra

## Temas
Yūsuke Suzumura de la Universidad de Hosei ha especulado que el título de la película tenía la intención deliberada de aludir a la historia de Ryūnosuke Akutagawa En el bosque (Yabu no naka, en japonés), así como a la versión cinematográfica de la historia de Akira Kurosawa. A pesar de que el título japonés literalmente significa "Un gato negro en un bosque de bambú", la frase yabu no naka en japonés es también utilizada para referirse a un misterio que es difícil de desentrañar. Suzumura también identificó las leyendas de Minamoto no Raikō como una influencia en la película: dado que el mismo Raikō aparece en la cinta, es probablemente que el nombre del protagonista de la película Gintoki ("tiempo de plata") sea una referencia al nombre del legendario seguidor de Raikō, Kintoki (金時?  "tiempo de oro").

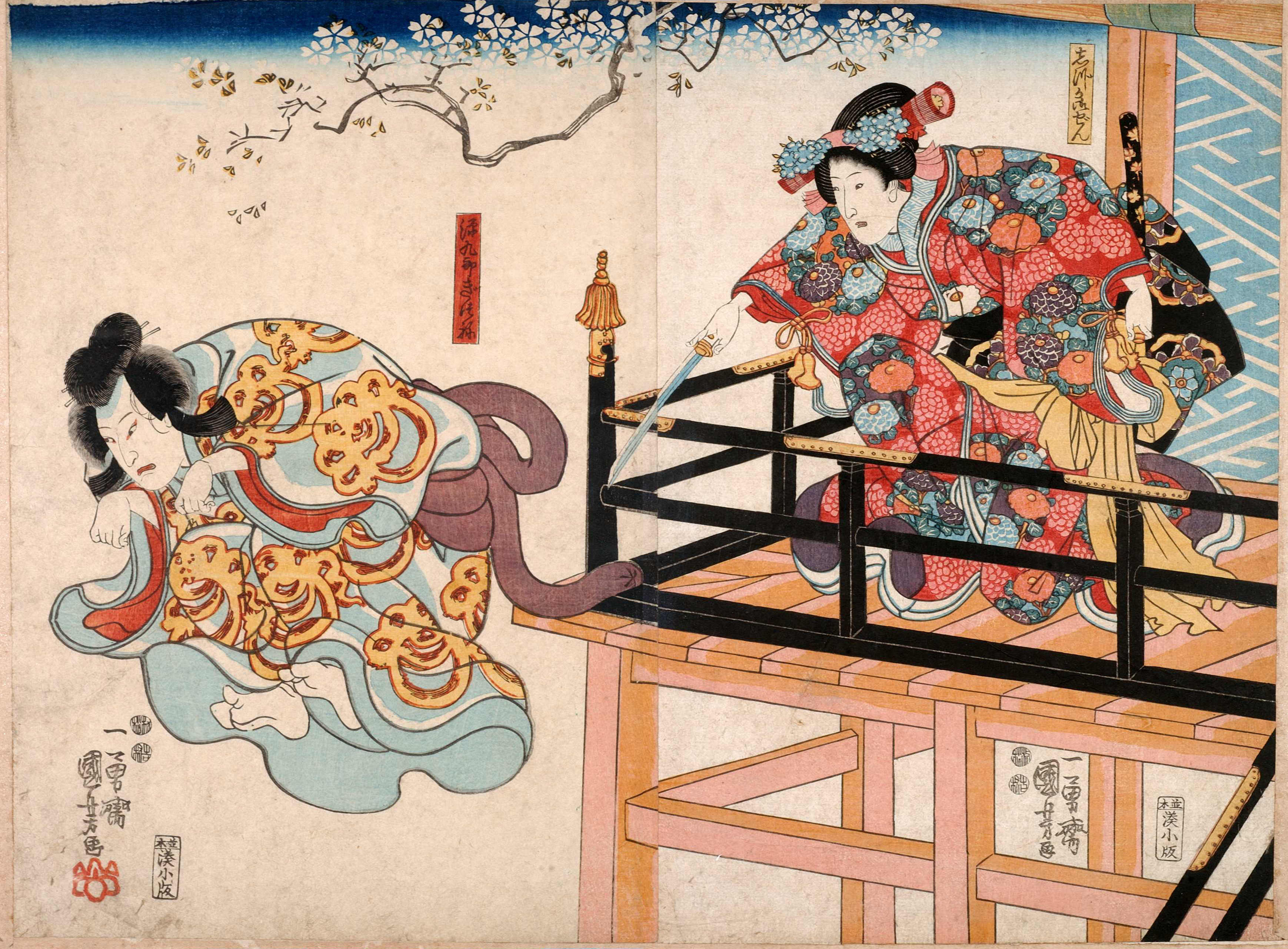
Una representación del chūnori (suspenderse en el aire), la técnica presente en el teatro kabuki.

En un ensayo sobre Kuroneko, el crítico de cine Maitland McDonagh destacó el rol del gato en el folclore japonés— en particular, el bakeneko, un yōkai (o entidad sobrenatural) que se creía tenía la capacidad de tomar la forma de una víctima humana, a menudo devorando al desafortunado en el proceso. Kuroneko es una de las numerosas películas japonesas "de gatos monstruosos" (kaibyō eiga o bake neko mono), un subgénero derivado principalmente del repertorio teatral kabuki.
Otros elementos teatrales presentes en la obra incluyen la implementación de focos en la película, el uso de humo para crear una atmósfera fantasmal, otra característica del teatro kabuki; los movimientos de baile del espíritu de la madre, basados en danzas del teatro No; y el parecido de los espíritus saltando y volando con los movimientos chūnori, un truco visual utilizado en el teatro kabuki en el que se hace que los actores "vuelen" en el aire mediante el uso de cables. Además, el actor principal Kichiemon Nakamura era un intérprete kabuki, e Hideo Kanze, que actúa como el Mikado en Kuroneko, estaba especializado en teatro No.

## Estreno
Kuroneko se estrenó en Japón el 24 de febrero de 1968 siendo distribuida por Toho, y estrenada en Estados Unidos por Tōhō International con subtítulos en inglés en julio de 1968.
Entró en competición en el festival de Cannes de 1968, pero el evento fue cancelado debido a los acontecimientos de mayo de 1968 en Francia.

## Recepción crítica
Tom Milne del Monthly Film Bulletin encontró la película "Mucho menos extravagante que la anterior incursión de Shindo en los horrores fantasmales con Onibaba", y que era "más una pieza de estado de ánimo." La reseña concluyó que la película "tiene una historia suficientemente ingeniosa para quedar agradable por todas partes, y esporádicamente descubre momentos de genuina invención extraña".

### Valoraciones retrospectivas
Manohla Dargis, en una revisión de la película para The New York Times en 2010, la describió como "una historia de fantasmas más inquietante que desconcertante, y a menudo perturbadoramente encantadora". Al año siguiente, Maitland McDonagh calificó la película de "oscuramente seductora" y "elegantemente espeluznante, y lista para ocupar su lugar junto a los otros hitos de la historia del terror japonés".
En la página web del agregador de reseñas Rotten Tomatoes, la película tiene un índice de aprobación de 95% basada en 22 reseñas, con una calificación promedio de 8.1/10.

## Reconocimientos
En Japón la película ganó dos premios en los Premios de cine de Mainichi. Nobuko Otowa ganó el premio a la Mejor Actriz por su trabajo en Kuroneko y Operation Negligee, y Kiyomi Kuroda ganó el premio a la Mejor Cinematografía por esta y Operation Negligee.